# Маятниковая миграция
Маятниковая миграция — условное название регулярных (обычно — ежедневных) поездок населения из одного населённого пункта (места жительства) в другой — на работу или учёбу и обратно. Маятниковая миграция является результатом несоответствия размещения производства и расселения людей. Особенно развита маятниковая миграция в пригородных зонах крупных городов, городских агломерациях, мегаполисах. Маятниковую миграцию не относят к миграции населения.
Маятниковая миграция возникает в обществах, где доступ к современным транспортным средствам позволяет людям жить вдалеке от места своей работы. До XIX века большинство людей жило в пределах пешего хода от места работы. Возникновение маятниковой миграции оказало большое влияние на жизненный уклад, позволило городам разрастись до прежде недостижимых размеров, привело к расцвету городских предместий.
Вместе с тем, маятниковая миграция создаёт и много новых проблем, связанных с массовой автомобилизацией, проблемами транспорта в часы пик, нехваткой парковок, гаражей, ростом выхлопов и ухудшением экологической обстановки в городской и пригородной среде.

## Действие маятниковой миграции на развитие городов
Маятниковая миграция — главный механизм образования городских агломераций, движущая сила территориального роста городов и субурбанизации. Эффекты маятниковой миграции на развитие городов зависят от её интенсивности, а она в свою очередь — от экономического потенциала города и развития транспорта.
При опережающем развитии транспорта маятниковая миграция ведёт к стремительному экстенсивному росту городов, застройке пригородов жилыми кварталами и образованию классических спальных районов. Городская среда при этом сильно поляризуется, центр резко контрастирует с периферией. Развивается центр-периферийная имущественная и социальная сегрегация. Население агломерации быстро увеличивается за счёт притока мигрантов в застраиваемые пригороды.
В дальнейшем, при замедлении развития транспорта, которому сопутствуют автомобильные пробки и работа в режиме перегрузок, развитие города осуществляется медленнее и гармоничнее. Транспортные ограничения ведут к росту цен на недвижимость и выносу части рабочих мест из центра города, благоустройству и развитию инфраструктуры в бывших спальных районах. Невозможность добираться на работу из пригородов и рост цен на жильё приводят к уплотнению и повышению этажности застройки в городе и «возрождению» пригородов. Социальная и имущественная сегрегация сохраняются, но определяются уже не близостью того или иного района к центру, а другими факторами.

## Этапы развития маятниковой миграции
На начальных этапах развития агломераций, особенно тех, которые имеют ярко выраженную гипертрофию центра, ежедневная маятниковая миграция направлена преимущественно из спальных районов и городов-спутников в исторический центр (ядро) города. Однако по мере исчерпания ресурсного потенциала ядра, роста субурбанизационных процессов, развития окраинной инфраструктуры, повышения уровня людности и экономической специализации окраин, роста уровня самодостаточности городов-спутников появляется и обратный поток: жители высокоурбанизованного ядра начинают участвовать в маятниковой миграции на периферию. Таким образом возникают два встречных потока.

### Московская агломерация
По данным исследований на тему маятниковой миграции, в начале 2000 года в Москву из области на работу или учёбу ежедневно приезжали 800—850 тысяч человек, при этом и в область из столицы направлялось 200—250 тысяч. Таким образом, общий оборот маятниковой миграции в Московской агломерации превысил 1 млн человек уже в начале 2000—х годов. В 2010 году положительное сальдо трудовой маятниковой миграции Москвы достигло 1,8 млн человек в сутки, причём заметный вклад в него вносили не только жители Московской области, но и другие ближайшие соседние регионы — Тульская, Владимирская и Калужская области.

### Киевская агломерация
По оценкам КГГА, ежедневная маятниковая миграция в Киев в 2016 году составляла порядка 300 тыс. человек в день. Большую часть её дают города-соседи (Бровары, Вышгород, Борисполь и другие). Встречный поток из города в область развит слабо из-за относительной малолюдности Киевской области.
Для Киевской агломерации, как и для самого Киева, привычной стало несоответствие между право- и левобережной частями: почти 80 % рабочих мест города расположено на правом берегу, а более 40 % жилья (в том числе и большая часть дешёвого жилья) — на левом. Уже в 1970-х годах в Киеве появился замысел создания своего делового центра для левобережной части агломерации, однако он, как и все последующие, так и не был осуществлён. Поэтому в агломерации достаточно остро стоит вопрос перемещения населения между двумя берегами и, соответственно, недостаточно высокой пропускной способности мостов. Усилились и некоторые несоответствия в транспортной доступности: так, из города Бровары добраться на Крещатик оказывается быстрее, чем с окраин самой столицы. При этом процессы субурбанизации, по крайней мере в их западном понимании, пока выражены достаточно слабо, поскольку происходит дальнейшее уплотнение и вертикализация центра агломерации. В 2000-х годах блоковая фрагментация советского периода только усиливалась и достигла степени мозаичности.